# Am Limit (Kriminalroman)
Am Limit (Originaltitel The Forgotten) ist ein Kriminalroman des US-amerikanischen Schriftstellers David Baldacci aus dem Jahr 2012. Er gehört in die vierteilige Thriller-Reihe um den Soldaten John Puller.

## Inhalt
Eigentlich will sich John Puller, Spezialagent in der Criminal Investigation Division des US-Militärs in der Nähe von Quantico nur von einem Einsatz in West Virginia erholen. Doch an einen häuslichen Alltag rund um seine Katze, seinen dementen Vater und inhaftierten Bruder Robert ist nicht mehr zu denken, als ihm sein Vater einen Brief seiner Tante Betsy übergibt. Darin steht, dass sich an ihrem Wohnort in Paradise (Florida) seltsame Dinge zutragen – vor allem nachts. Außerdem seien manche Leute nicht diejenigen, die sie vorgäben zu sein. Konkreter wird Betsy nicht. Also macht sich Puller auf den Weg nach Florida. Dort erfährt er von der Polizistin Cheryl Landry, dass seine Tante in ihrem nur knöcheltiefen Brunnen ertrunken ist. Puller vermutet einen Mord, nimmt inoffizielle Ermittlungen auf, wird aber Stück für Stück von der örtlichen Polizei eingebunden, die dankbar für die Hilfe des erfahrenen Agenten ist, da in Paradise weitere Menschen sterben. So wird das Ehepaar Storrow nachts am Strand regelrecht hingerichtet. Dass Paradise nur dem Namen nach ein Paradies ist, erkennt Puller, als er die Betrugsmasche des Notars und der Pflegerin seiner Tante aufdeckt. Sie entfernen wertvolle Gegenstände aus dem Haushalt von Verstorbenen, bevor beispielsweise teure Uhren in die Inventarliste bzw. in die Erbmasse übergehen können. Außerdem muss Puller die Vergewaltigung einer jungen Frau durch Gangmitglieder verhindern und überlebt den Racheakt nur durch das Einschreiten seines Hotelzimmernachbarn, des hünenhaften Mecho.
Mecho heißt in Wahrheit Gavril. Er ist Bulgare und auf der Suche nach seiner Schwester Rada, die in ihrer entlegenen Heimatregion von Sklavenhändlern entführt wurde. Irgendwo wird sie gezwungen, als Prostituierte zu arbeiten. Andere Sklaven müssen Knochenjobs als Arbeiter oder Haushaltshilfen verrichten – alles ohne Papiere und auch im Städtchen Paradise. Umgeschlagen werden die Sklaven auf einer stillgelegten Ölplattform im Golf von Mexiko. Mecho selbst gelingt nur knapp die Flucht. Er springt ins Meer und schwimmt große Teile der weiten Strecke an Land – er hat aber auch Glück, dass ihn zwischendurch ein Fischerboot mitnimmt. In Paradise heuert Mecho als Gärtner an. Auf dem Grundstück von Peter J. Lampert beeindruckt er durch seine physische Stärke und Präsenz. Vor allem Chrissy Murdoch, die mit Lampert Sex hat, obwohl sie mit dessen Geschäftspartner Winthrop liiert ist, fällt er auf. Vereinzelt ergeben sich zwischen den beiden auch Gespräche. Mecho beobachtet zudem, wie Lampert die Hausangestellte Beatriz zum Sex zwingt. Als er genug Informationen über das Anwesen und die Sicherheitskräfte gesammelt hat, gelingt es ihm, Lamperts Bentley zur Explosion zu bringen. Als die Polizistin Cheryl Landry davon erfährt, ist sie gerade mit Puller zusammen. Beide fahren sofort zu Lamperts Grundstück.
Lampert fasst den Entschluss, Mecho umbringen zu lassen. In letzter Sekunde wird einer der zum tödlichen Schuss bereiten Auftragsmörder jedoch von Chrissy Murdoch getötet. Sie entpuppt sich als kolumbianische Polizistin Diaz, die ebenfalls auf Lampert angesetzt wurde, denn zu dessen Sklavenarbeitern zählen auch Drogenkuriere, die Kokainbeutelchen schlucken müssen.
Puller gewinnt derweil mit General Julie Carson ganz ähnliche Erkenntnisse über Lampert. Eines Nachts beobachten beide, wie Sklaven per Boot an einem Strand abgesetzt und auf einen Lkw verladen werden. Puller und Carson wollen unauffällig folgen, geraten dann aber unter Beschuss und verteidigen sich in einem immer komplexer werdenden Gefecht, bis nur noch vier Personen stehen: Es sind Mecho, Chrissy Murdoch, Puller und Carson. Sie stellen sich gegenseitig vor, erkennen ihr gemeinsames Ziel – nämlich Lampert – und beschließen, mit der Polizistin Cheryl Landry die Sklaven von der Ölplattform zu befreien. Die Überfahrt ist sturmumtost, aber sie gelingt. Die Plattform können Puller & Co. ohne eigene Verluste einnehmen. Eine Person ist aber nicht so, wie sie vorgibt zu sein: Landry will Puller töten, doch ihre Schüsse verpuffen, da Puller Landrys Waffe nur mit Platzpatronen geladen hatte. Landry entpuppt sich damit als Komplizin der Sklavenhalter und Mörderin von Betsy sowie des Ehepaars Storrow.
An Land schleust Landry auf Druck Pullers diesen auf das Lampert-Anwesen ein, wo die Festnahme Lamperts gelingt. Es kommt für ihn sogar noch schlimmer: Denn statt in den USA vor Gericht gestellt zu werden, willigt Puller ein, dass Mecho Lampert nach Bulgarien ausschiffen kann.
Rada hat Mecho indes noch nicht gefunden. Auch der internationale Drogenboss Rojas ist weiterhin ein freier Mann.

## Rezeption
In der deutschen Presse erhielt Baldaccis „Am Limit“ positive Rezensionen, beispielsweise in der Wochenzeitung „Die Zeit“. Sie bescheinigt dem Werk vor dem Hintergrund von Zwangsarbeit in allen möglichen Formen eine „traurige Aktualität und politische Brisanz“. Stilistisch hebt sie den „fulminanten Schluss“ hervor. Baldacci schöpft aus Sicht der „Zeit“ auch in „Am Limit“ aus seiner Karriere als Strafverteidiger und Wirtschaftsjurist. Der Borromäusverein spricht zwar eine „breite Empfehlung“ zur Lektüre aus, ist im Detail aber nicht überschwänglich: Die Handlung sei solide aufgebaut, der Spannungsbogen wohldosiert. An unerwarteten Wendungen gebe es zwei bis drei.

## Ausgaben
- David Baldacci: The Forgotten. Grand Central Publishing, New York 2012.
- David Baldacci: Am Limit. Übersetzung Uwe Anton. Heyne, München 2015, ISBN 978-3-453-26926-2.